# Calotrophon gatunensis
Calotrophon gatunensis is een slakkensoort uit de familie van de Muricidae. De wetenschappelijke naam van de soort is voor het eerst geldig gepubliceerd in 1911 door Brown & Pilsbry.